# Пространство кортежей
Пространство кортежей (англ. tuple space) — реализация парадигмы ассоциативной памяти для параллельных/распределённых вычислений. Она предоставляет репозиторий кортежей с параллельным доступом. Например, можно представить группу процессоров, которые вычисляют данные и сохраняют их в пространство кортежей, и группу процессоров, которые ищут данные в пространстве по шаблону и используют их. Пространство кортежей можно рассматривать как разновидность распределённой памяти.
Пространства кортежей являются теоретической основой языка Linda.
Реализации пространств кортежей были разработаны для Java, Smalltalk, Ruby, TCL, Python, Lua, Лисп и Пролог.

## JavaSpaces
JavaSpaces — служба, предоставляющая распределённый механизм обмена и координирования объектов Java. Она используется для сохранения состояния распределённой системы и реализации распределённых алгоритмов.

### Пример использования
```
// An Entry class

public
 
class
 
SpaceEntry
 
implements
 
Entry

{

     
public
 
final
 
String
 
message
 
=
 
"Hello World!"
;

     
public
 
Integer
 
count
 
=
 
0
;

 

     
public
 
String
 
service
()
 
{

         
count
 
=
 
count
 
+
 
1
;

         
return
 
message
;

     
}

 

     
public
 
String
 
toString
()
 
{

         
return
 
"Count: "
 
+
 
count
;

     
}

}

// Hello World! server

public
 
class
 
Server

{

     
public
 
static
 
void
 
main
(
String
[]
 
args
)
 
throws
 
Exception

     
{

         
SpaceEntry
 
entry
 
=
 
new
 
SpaceEntry
();
            
// Create the Entry object

         
JavaSpace
 
space
 
=
 
(
JavaSpace
)
space
();
           
// Create an Object Space

         
// Register and write the Entry into the Space

         
space
.
write
(
entry
,
 
null
,
 
Lease
.
FOREVER
);
        

         
// Pause for 10 seconds and then retrieve the Entry and check its state.

         
Thread
.
sleep
(
10
*
1000
);

         
SpaceEntry
 
e
 
=
 
space
.
read
(
new
 
SpaceEntry
(),
 
null
,
 
Long
.
MAX_VALUE
);

         
System
.
out
.
println
(
e
);

     
}

}

// Client

public
 
class
 
Client

{

     
public
 
static
 
void
 
main
(
String
[]
 
args
)
 
throws
 
Exception

     
{

         
JavaSpace
 
space
 
=
 
(
JavaSpace
)
 
space
();

         
SpaceEntry
 
e
 
=
 
space
.
take
(
new
 
SpaceEntry
(),
 
null
,
 
Long
.
MAX_VALUE
);

         
System
.
out
.
println
(
e
.
service
());

         
space
.
write
(
e
,
 
null
,
 
Lease
.
FOREVER
);

     
}

}

```